# Philippus Taisne
Philippus Taisne (Brussel, 24 augustus 1627 - Brugge, 4 april 1691) was een Zuid-Nederlands jezuïet, legeraalmoezenier en weldoener.

## Levensloop
Taisne studeerde in colleges en vervolgens seminaries van de jezuïeten, in Brussel, Mechelen, Antwerpen en Leuven. In deze laatste stad werd hij in 1656 tot priester gewijd. Hij werd leraar retorica in Oudenaarde en in Halle.
In 1661 werd hij legeraalmoezenier bij een regiment artillerie in Mechelen. In 1664 werd hij hoofdaalmoezenier van de Admiraliteit en hij kreeg Brugge als standplaats. Hij ontwikkelde in deze stad, naast zijn militair aalmoezenierschap, een aanzienlijke caritatieve activiteit. Dagelijks bezocht hij de ziekenhuizen en de gevangenissen. Hij bekommerde zich om de armen en werd erkend als 'Vader der Armen'.

## Publicaties
- O. L. Vrouw van Potterye, toevlucht der sondaers en van alle behoeftige menschen (...), 1666.
- O. L. Vrouwe van Troost in de Vrouwen Abdije ghenaemt Spermallie in de stede van Brugghe, 1666.
- Den H. Franciscus Xaverius, genomen door de stadt Brugghe, tot Patroon tegen de pest, 1660, 1663 en 1666.
- Het Leven van den salighen Stanislas Kostka van de Sociëteit Jesu (...), 1683.
- Het leven van de heilige Franciscus Borgia, 1671.